# Cantón de Romilly-sur-Seine-1
El cantón de Romilly-sur-Seine-1 era una división administrativa francesa, que estaba situada en el departamento de Aube y la región de Champaña-Ardenas.

## Composición
El cantón estaba formado por once comunas, más una fracción de la comuna que le daba su nombre:
- Crancey
- La Fosse-Corduan
- Gélannes
- Maizières-la-Grande-Paroisse
- Origny-le-Sec
- Orvilliers-Saint-Julien
- Ossey-les-Trois-Maisons
- Pars-lès-Romilly
- Romilly-sur-Seine (fracción)
- Saint-Hilaire-sous-Romilly
- Saint-Loup-de-Buffigny
- Saint-Martin-de-Bossenay

## Supresión del cantón de Romilly-sur-Seine-1
En aplicación del Decreto nº 2014-216 de 21 de febrero de 2014, el cantón de Romilly-sur-Seine-1 fue suprimido el 22 de marzo de 2015 y sus 12 comunas pasaron a formar parte; seis del nuevo cantón de Romilly-sur-Seine y seis del nuevo cantón de Saint-Lyé.